# جايسون مولينا
جايسون مولينا (بالإنجليزية: Jason Molina)‏ هو عازف قيثارة ومغن مؤلف ومغني وموسيقي أمريكي، ولد في 30 ديسمبر 1973 في لورين في الولايات المتحدة، وتوفي في 16 مارس 2013 في إنديانابوليس في الولايات المتحدة.

## وصلات خارجية
- الموقع الرسمي
- جايسون مولينا على موقع ميوزك برينز (الإنجليزية)
- جايسون مولينا على موقع أول ميوزيك (الإنجليزية)
- جايسون مولينا على موقع ديسكوغز (الإنجليزية)